# Die tödlichen Tage
Die tödlichen Tage ist der Titel eines 1955 erschienenen Romans von Werner Walz. Der Roman erzählt  die Erlebnisse einer Panther-Panzer-Besatzung über den Zeitraum von zehn Tagen während des Zweiten Weltkriegs beim Rückzug von der Ostfront im Frühjahr 1944.

## Thema
Fünf teilweise sehr unterschiedliche Menschen sind gezwungen, im engen Raum des Panzers als dessen Besatzung miteinander auszukommen und den Gefahren des Krieges standzuhalten. Kommandant des Panzers ist der Oberfeldwebel Jöckel, ein jähzorniger Mann, der aufgrund seiner einfachen Herkunft unter Komplexen leidet. Besonders zwischen ihm und seinem Ladeschützen Masold, der im Zivilleben Akademiker und städtischer Verwaltungsrat ist, treten schwere Spannungen auf, bis hin zur gegenseitigen Bedrohung. Masold ist außerdem Reserveoffiziersbewerber (ROB) und hat damit die Aussicht, den Mannschaftsdienstgrad zu verlassen. Richtschütze des Panzers ist Buchta, dessen Vater als Zeuge Jehovas im Konzentrationslager inhaftiert ist, Fahrer der aus Bayern stammende Resl und Blessing, als einziger mit Masold befreundet, ist Funker.

## Inhalt
Der Roman, in dem das Tempus immer wieder zwischen Präsens und Präteritum wechselt, um den Leser stärker in die Handlung einzubeziehen, erzählt einerseits vom militärischen Alltag der Soldaten, aber auch von plötzlich auftretenden Ereignissen, wie Kampfhandlungen, Unglücken und Verbrechen. Masold wird zum Beispiel Zeuge, wie Jöckel einen LKW-Fahrer der Wehrmacht aus Wut erschlägt. Aus Kameradschaftlichkeit deckt er ihn, obwohl er weiß, das Jöckel in ihm einen Feind sieht und ihm schaden will. Er hofft so auf eine Verbesserung ihres Verhältnisses. Gegen Ende der Handlung schickt Jöckel ihn jedoch als Führer eines Spähtrupps aus, in der Hoffnung, dass Masold dabei fällt.
Daneben werden in Rückblenden wichtige Episoden aus dem früheren Leben der Soldaten und ihrer Angehörigen geschildert. Brieftexte, Erinnerungen, Träume und religiöse Visionen geben Einblick in das Innenleben der Figuren. Auch was die Angehörigen in der Heimat erleben, wird berichtet: Die ehemalige Freundin Masolds beispielsweise wird von der Gestapo verhört, weil sie mit dem politisch verdächtigen Vorgesetzten Masolds befreundet ist, und ein Angehöriger der Zeugen Jehovas berichtet bei einem heimlichen Treffen von seinen Erfahrungen im Konzentrationslager. Blessings Mutter macht sich Sorgen um ihren zweiten Sohn, der geisteskrank ist und in einer Heilanstalt lebt. Sie hat gerüchteweise vom Euthanasieprogramm der Nationalsozialisten gehört.
Der Roman endet damit, dass Jöckel und Blessing fallen und der Panzer zerstört wird. Masold, Buchta und Resl trennen sich; jeder geht seinen eigenen Weg in der allgemeinen Auflösung auf der Flucht vor dem Feind.

## Ausgaben
- Erstausgabe: Die tödlichen Tage, Roman, Grote‘sche Verlagsbuchhandlung, Hamm, 1955
- Taschenbuchausgabe: Die tödlichen Tage, Roman, Pabel Verlag, 1961[1]